# Barockschloss Seußlitz

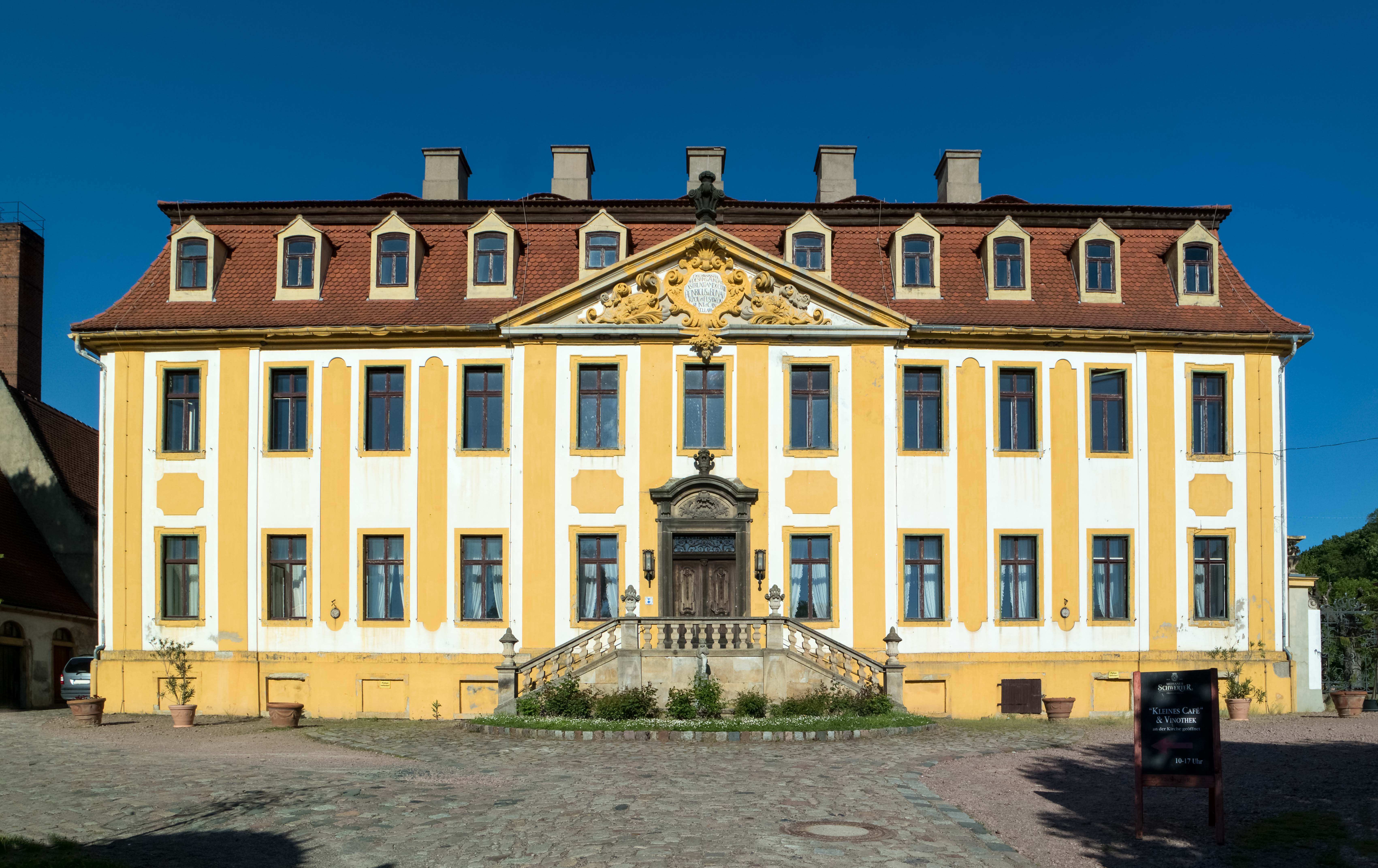
Schloss Seußlitz

Das Barockschloss Seußlitz befindet sich in Diesbar-Seußlitz, einem Ortsteil der Gemeinde Nünchritz in Sachsen.

## Geschichte

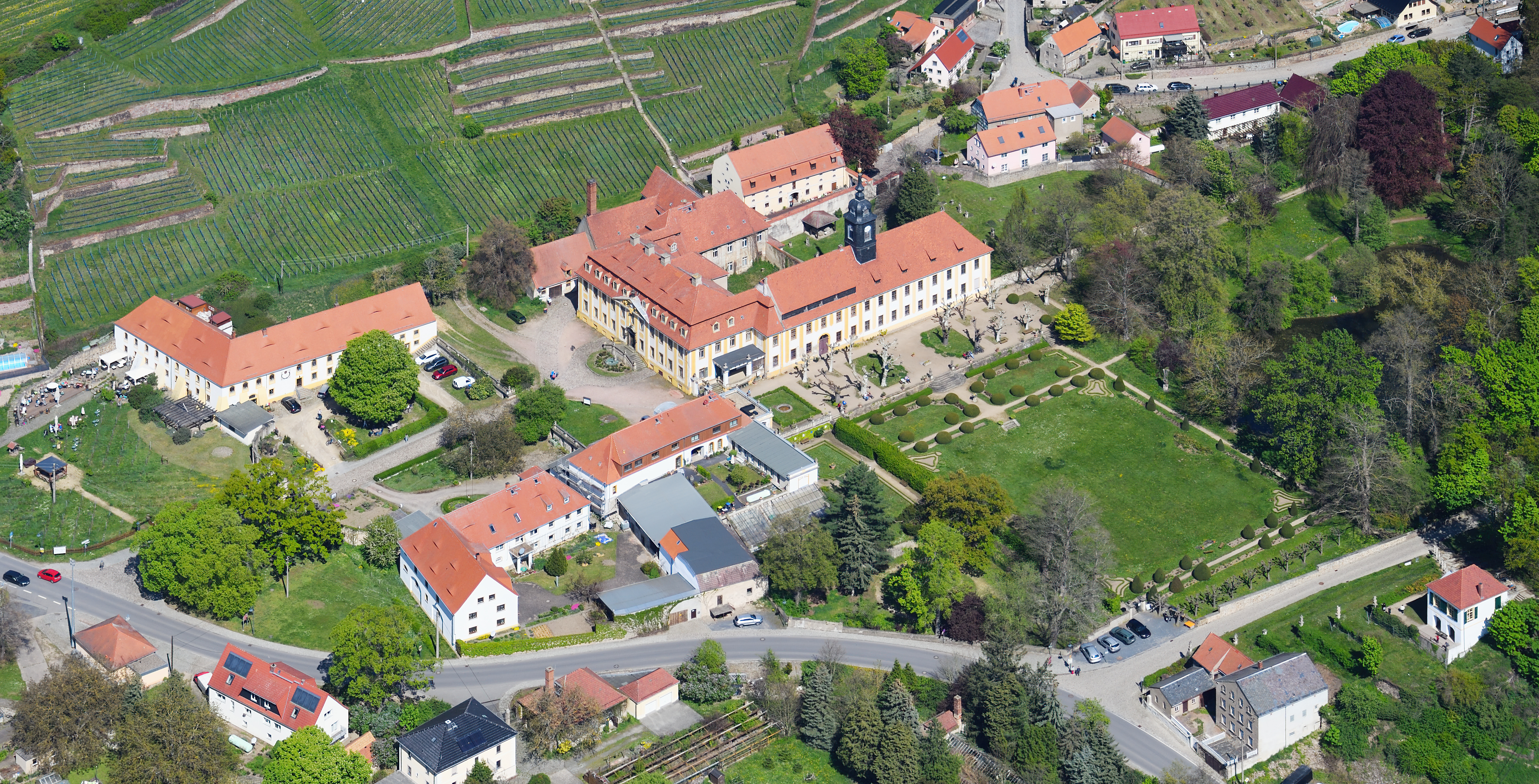
Schloss und Schlosspark Seußlitz

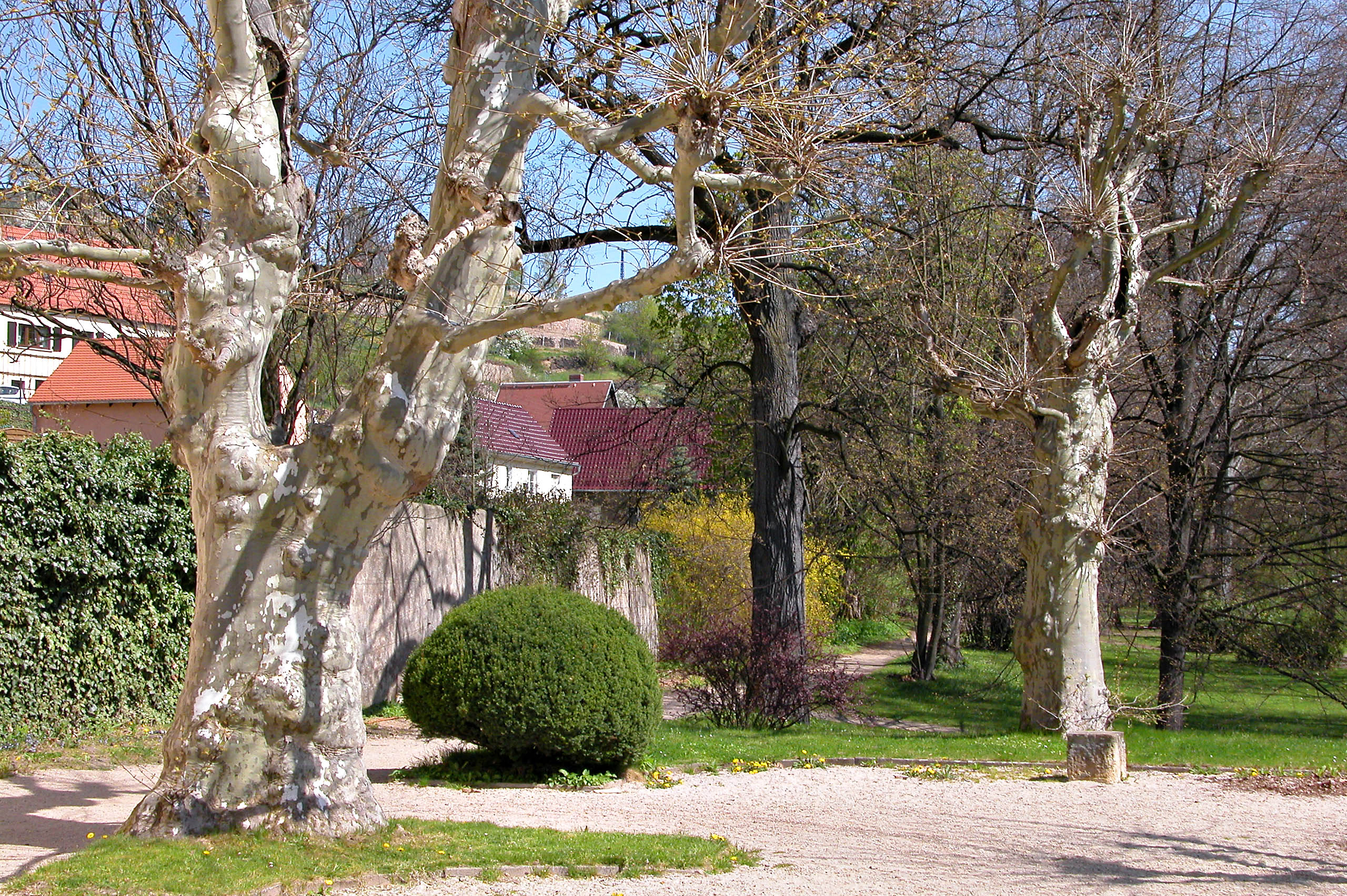
Schlosspark Seußlitz

Eine erste Erwähnung fällt 1205, wonach in Seußlitz ein Wasserschloss existierte. Um 1250 bis 1265 ließ der Markgraf von Meißen, Heinrich der Erlauchte, in Seußlitz ein Landschloss erbauen. Er soll die Absicht gehegt haben, seine Residenz ganz in Seußlitz aufzuschlagen, was aber nicht verwirklicht wurde. 1268 stiftete er das Schloss den Klarissen als Nonnenkloster St. Afra, worauf es bis 1272 umgebaut wurde. Gleichzeitig überließ der Markgraf die Dresdner Kirche Unserer lieben Frau samt dem Patronat der Pfarrei Dresden sowie das dortige Maternispital dem Klarissenkloster Seußlitz.
Das Kloster wurde wie das Meißner Kloster Heilig Kreuz mediatisiert und fiel nach der Reformation 1541 der Zwangsverwaltung anheim. 1545 wurde es als Vorwerk vom kursächsischen Kanzler Simon Pistoris erworben und 1552 erstmals als Rittergut beurkundet. Seine Nachfahren, die den Namen Pistoris von Seuselitz führten, besaßen das Gut bis 1720.

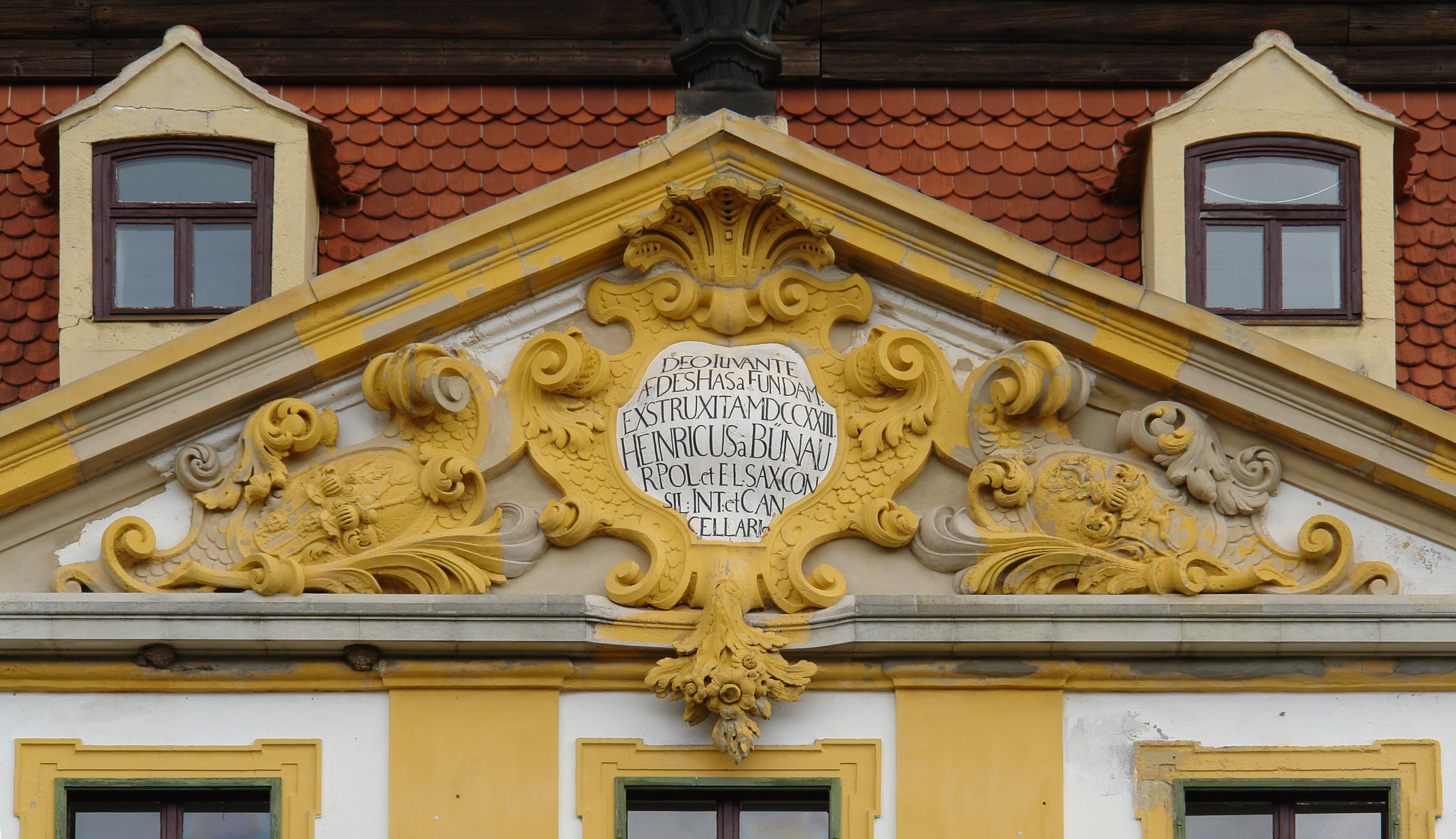
Detail am Dachgiebel

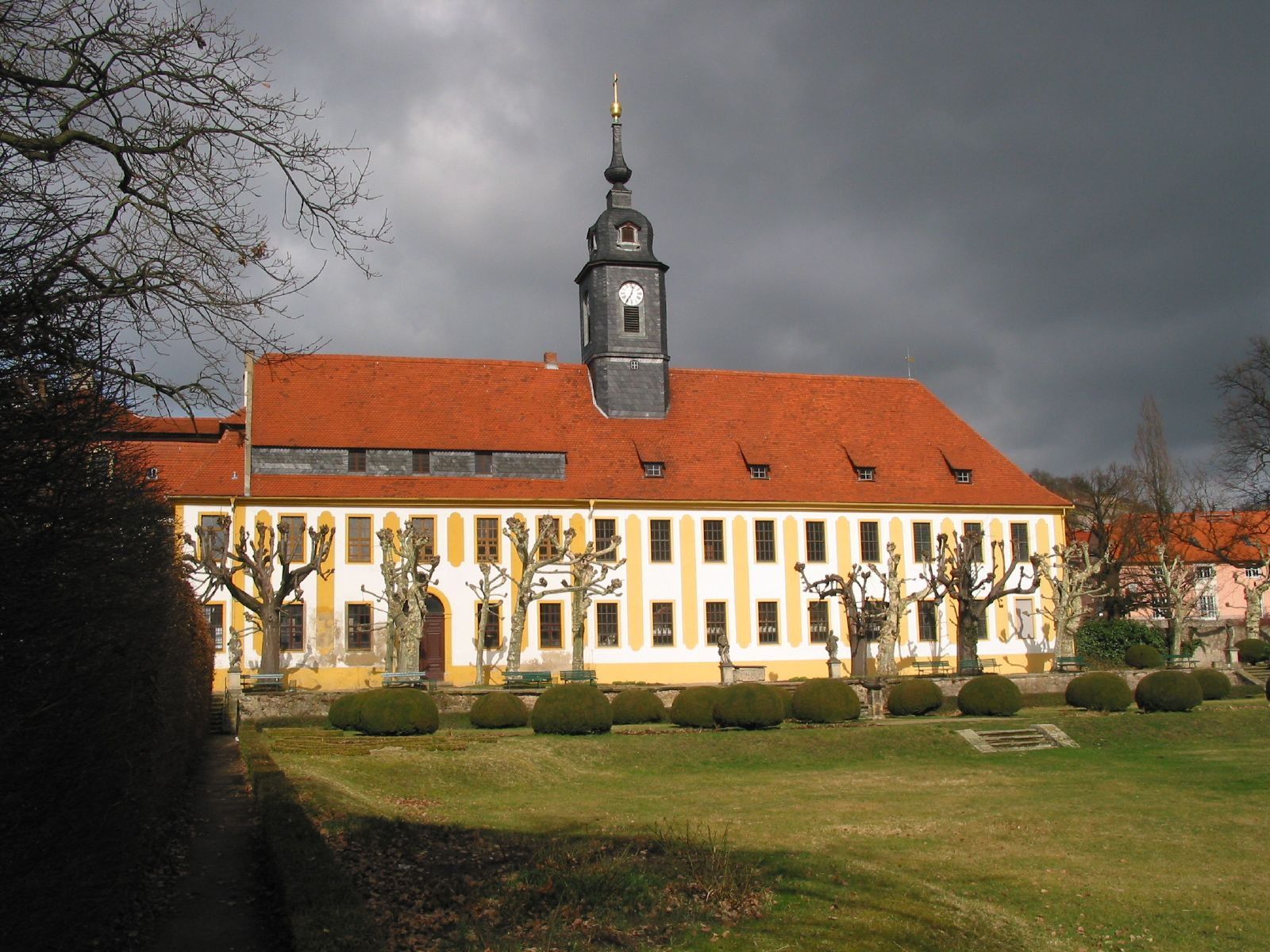
Schlosskirche

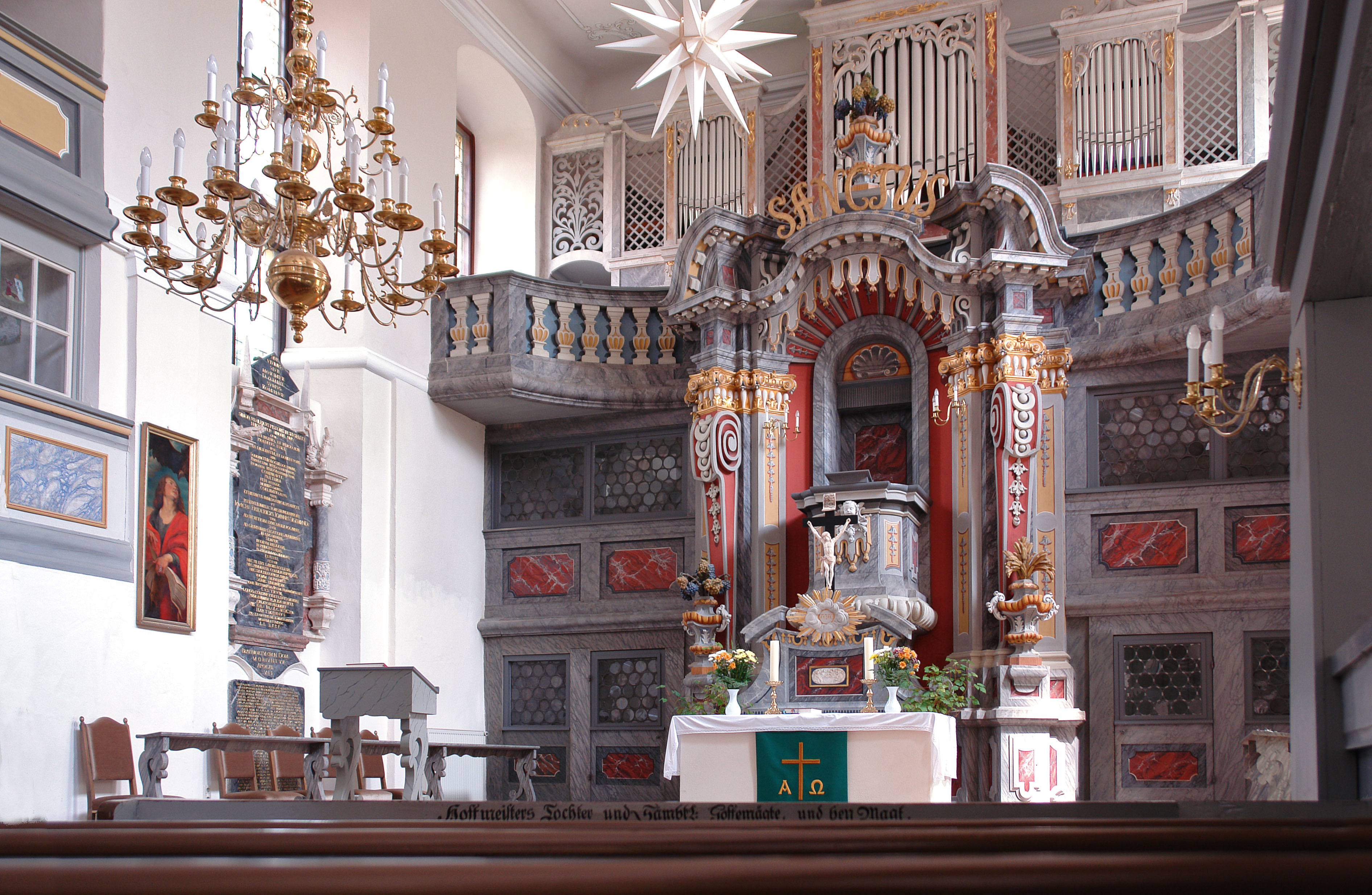
Kanzelaltar in der von George Bähr erbauten Kirche

Im Jahr 1722 kaufte der sächsische Kanzler Heinrich Graf von Bünau den Besitz. Auf den Grundmauern des Klosters ließ er nach Plänen des Ratszimmermeisters George Bähr eine barocke Dreiflügelanlage errichten. Der Dreiecksgiebel über dem Portal am Mitteltrakt enthält eine Kartusche mit lateinischer Inschrift. Im Vestibül führt hinter einem Bogen eine elegante dreigeteilte Treppe ins Obergeschoss, deren Balustraden mit steinernen Vasen besetzt sind, während in den Wandnischen barocke Figuren stehen.
An das 1724 fertiggestellte Herrenhaus schließen sich zwei Seitenflügel an, die einen engen Schlosshof einfassen. Im Südflügel befinden sich eine gewölbte Halle und ein großer, bis ins Dachgeschoss reichender Saal, an den sich die Schlosskirche anschließt. Für diese verwendete Bähr 1725–27 die Außenmauern der gotischen Klosterkirche des 13. Jahrhunderts, gab ihr jedoch die gleiche Fassadengestaltung wie dem Schloss; an der Westwand ist noch ein gotisches Maßwerkfenster erhalten geblieben. Der flachgedeckte Innenraum ist von Emporen umgeben, der Kanzelaltar, hinter dem sich die Orgel befindet, ist mit farbigen Marmorierungen reich geschmückt. Gegenüber befindet sich die Patronatsloge. Auf dem Kirchhof dahinter befinden sich alte Grabdenkmäler aus der Klosterkirche, die teilweise bis auf das 13. Jahrhundert zurückgehen. Auch Graf Bünau und seine Frau Augusta Helene von Döring sind in zwei Sandsteinsarkophagen beigesetzt.
Das heutige Geläut der ehemaligen Schloßkirche besteht aus fünf Bronzeglocken zum Teil aus dem 13. Jahrhundert, welche aus den Anfängen der Klosterzeit stammen. Nähere Daten:
| Nr. | Gussdatum | Gießer                    | Durchmesser | Masse  |
| --- | --------- | ------------------------- | ----------- | ------ |
| 1   | um 1270   | Glockengießer unbekannt   | 520 mm      | 89 kg  |
| 2   | 1537      | Glockengießer unbekannt   | 786 mm      | 270 kg |
| 3   | 1956      | Glockengießerei Schilling | 637 mm      | 150 kg |
| 4   | 1956      | Glockengießerei Schilling | 507 mm      | 75 kg  |
| 5   | 13. Jh.   | Glockengießerei unbekannt | 385 mm      | 45 kg  |

Das Schloss fügt sich in die liebliche Garten- und Weinberglandschaft des Seußlitzer Grundes ein, ein Seitental der Elbe, das heute Naturschutzgebiet ist. Der Schlossgarten ist im französischen und englischen Gartenbaustil mit Skulpturen, die die Jahreszeiten bzw. die Monate versinnbildlichen, gehalten. Die Figuren stammen aus der Werkstatt von Balthasar Permoser. An der Südseite des Schlosses und der Kirche bestimmt der französische Gartenstil das Bild. Hier verläuft eine 15 Meter breite und mit Platanen bestandene Terrasse, die mit Sandsteinfiguren und steinernen Blumenvasen begrenzt ist. Das Gartenparterre unterhalb von ihr wird durch Blumenrabatten und beschnittene Hecken eingefasst. An seinem Ende steigen pyramidenartig vier Stufenterrassen an, auf deren Ecken Sandsteinfiguren als allegorische Darstellungen der zwölf Monate stehen. Seitlich führt eine doppelläufige Treppe nach oben. Auf dem Plateau ließ Bähr 1725–26 ein kleines, elegantes Gartenhaus zweistöckig errichten, das nach Heinrich von Bünau Heinrichsburg benannt ist. Von dort aus hat man einen Blick ins Elbtal stromauf bis Zehren und stromab bis Boritz. Das spiegelbildliche, jedoch einstöckige Winzerhaus auf dem westlich gegenüberliegenden Schlossweinberg wird Luisenburg genannt und wurde nach 1725 errichtet. Der englische Landschaftspark erstreckt sich östlich bis zum Ortsausgang. Er besitzt einen reichen Baumbestand aus Ginkgo, Sumpfzypresse, Ziereiche, Silberahorn und anderen Arten. Ein Teich mit unregelmäßiger Uferlinie ist in den Park eingeschlossen.

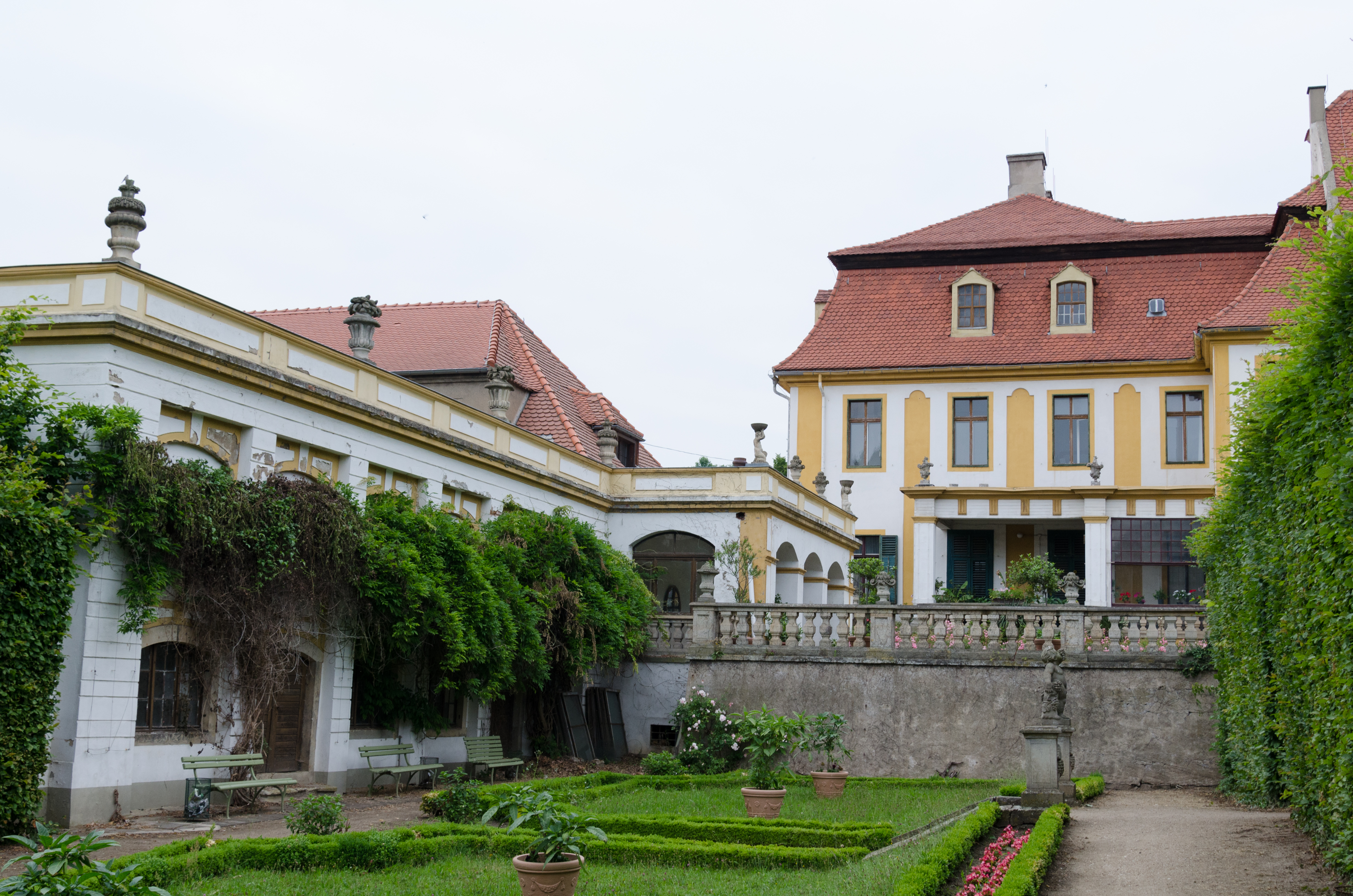
Corp de Logis
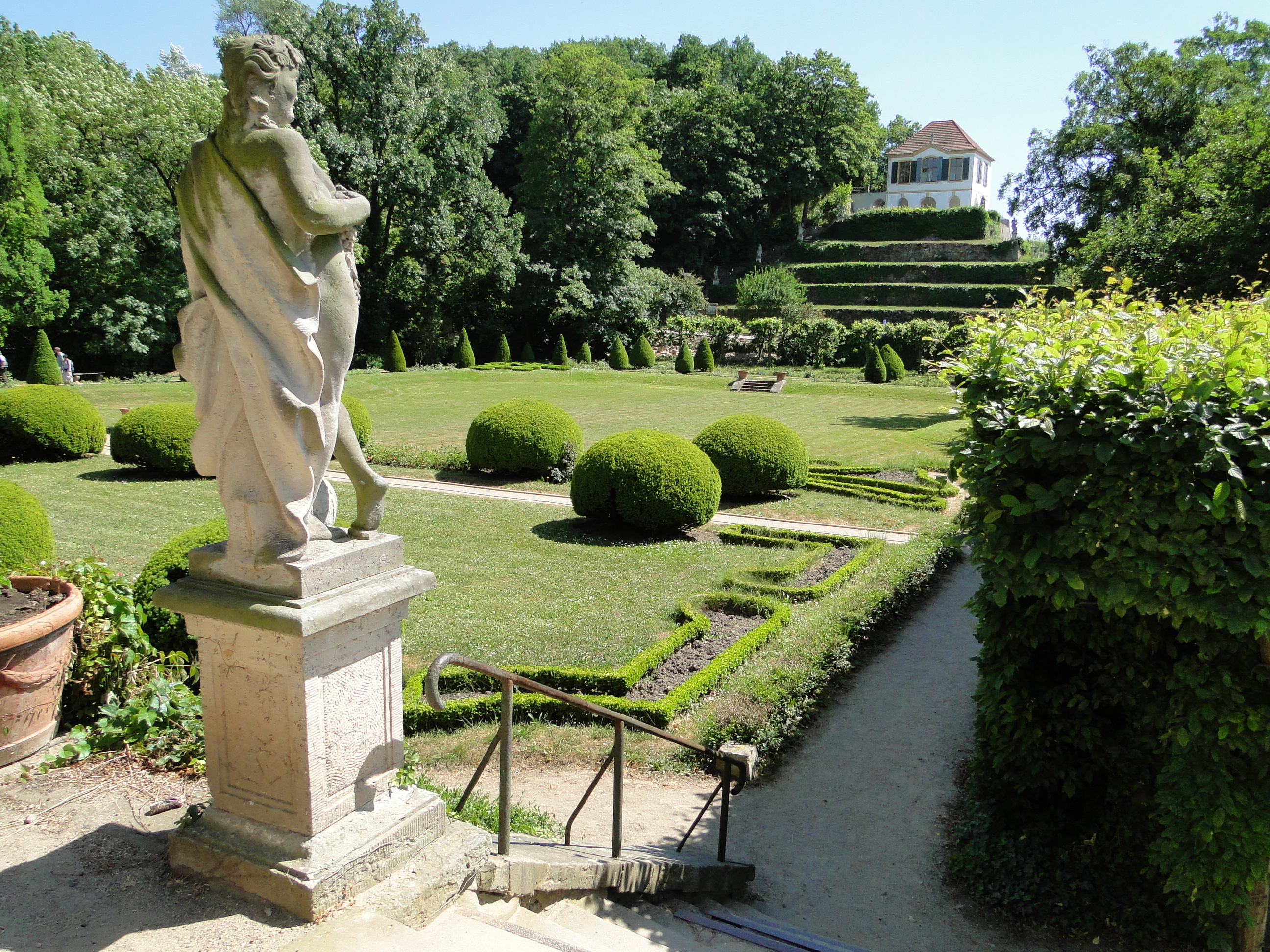
Französischer Garten mit der Heinrichsburg
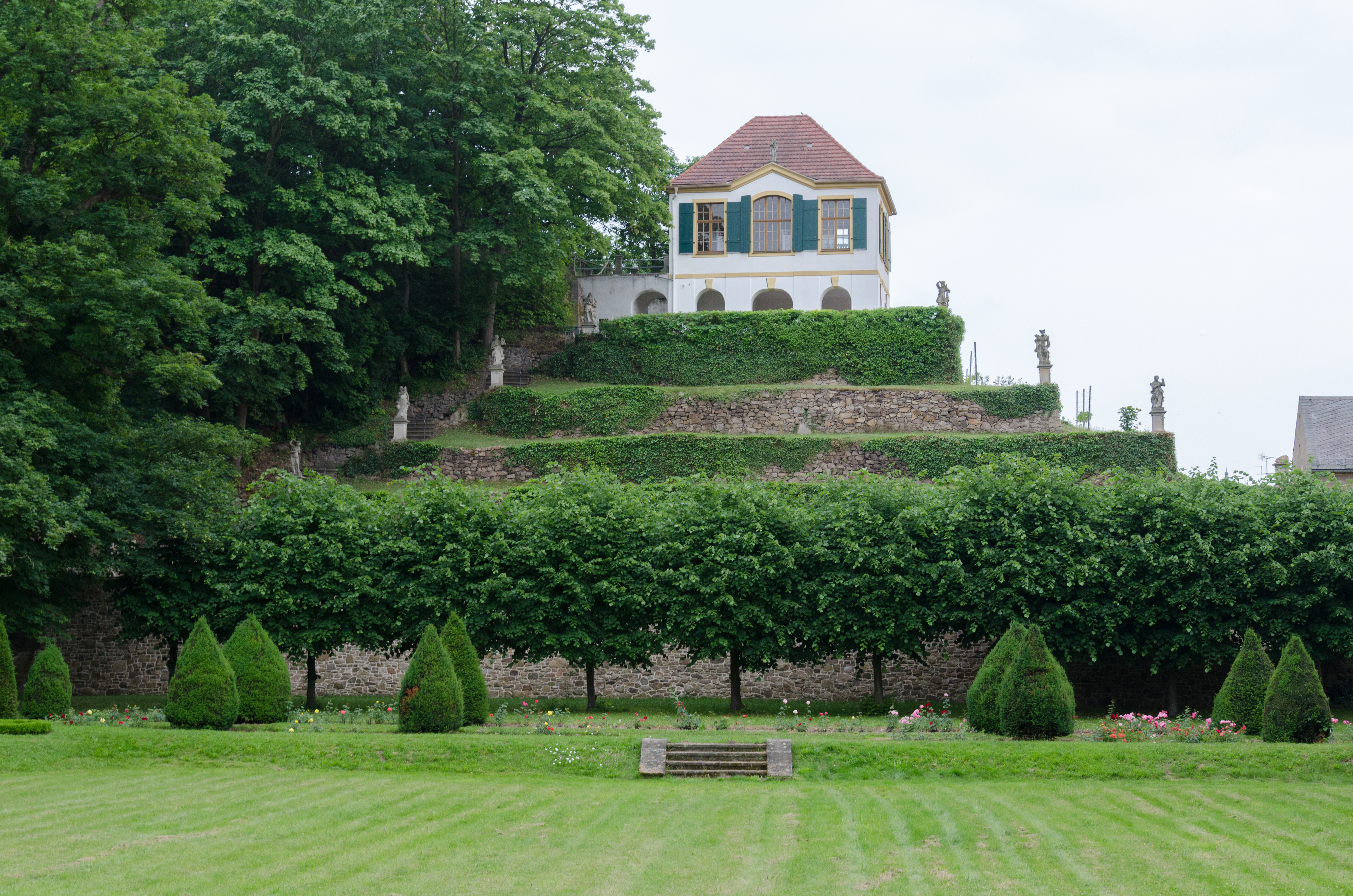
Heinrichsburg
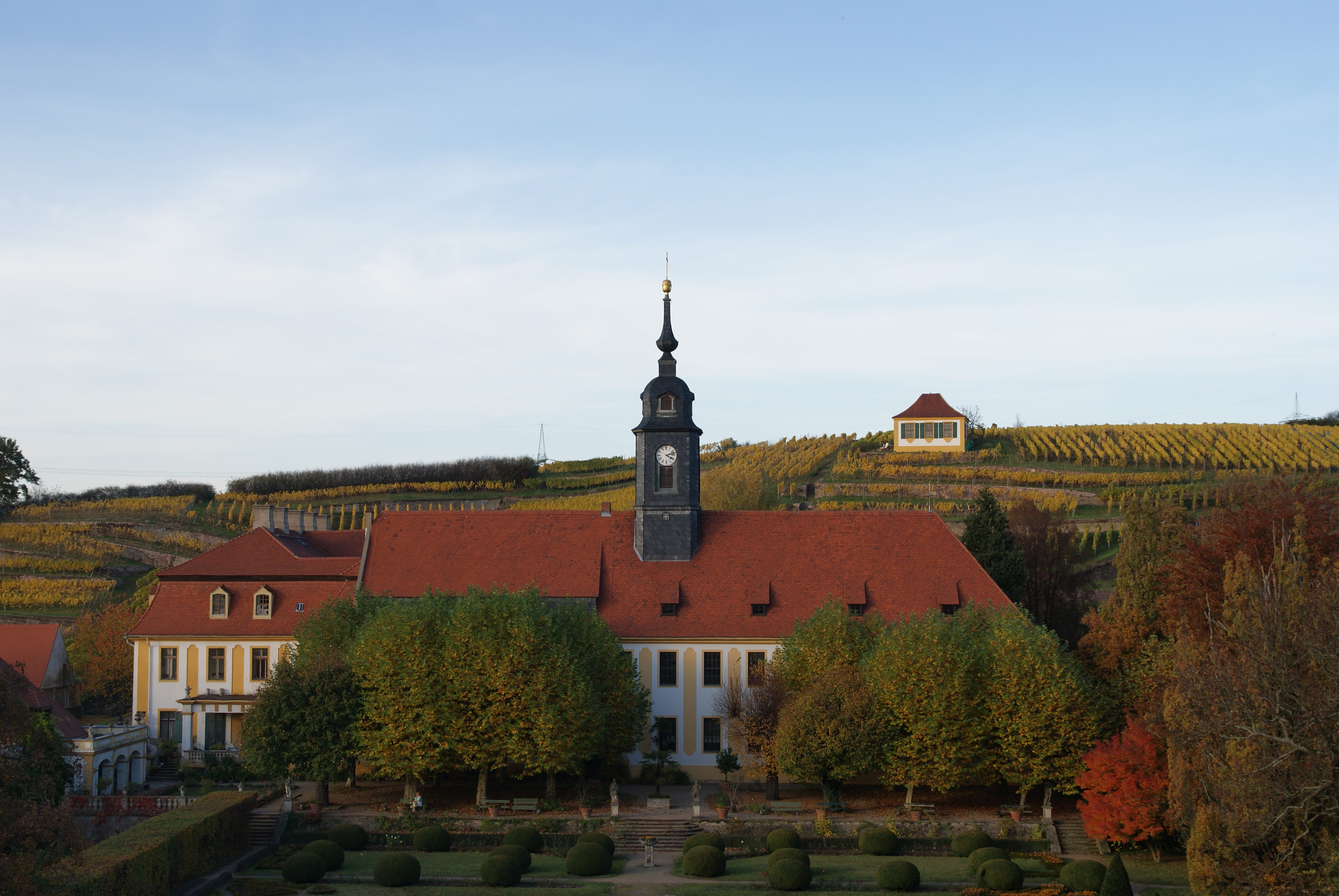
Schlosskirche und Luisenburg
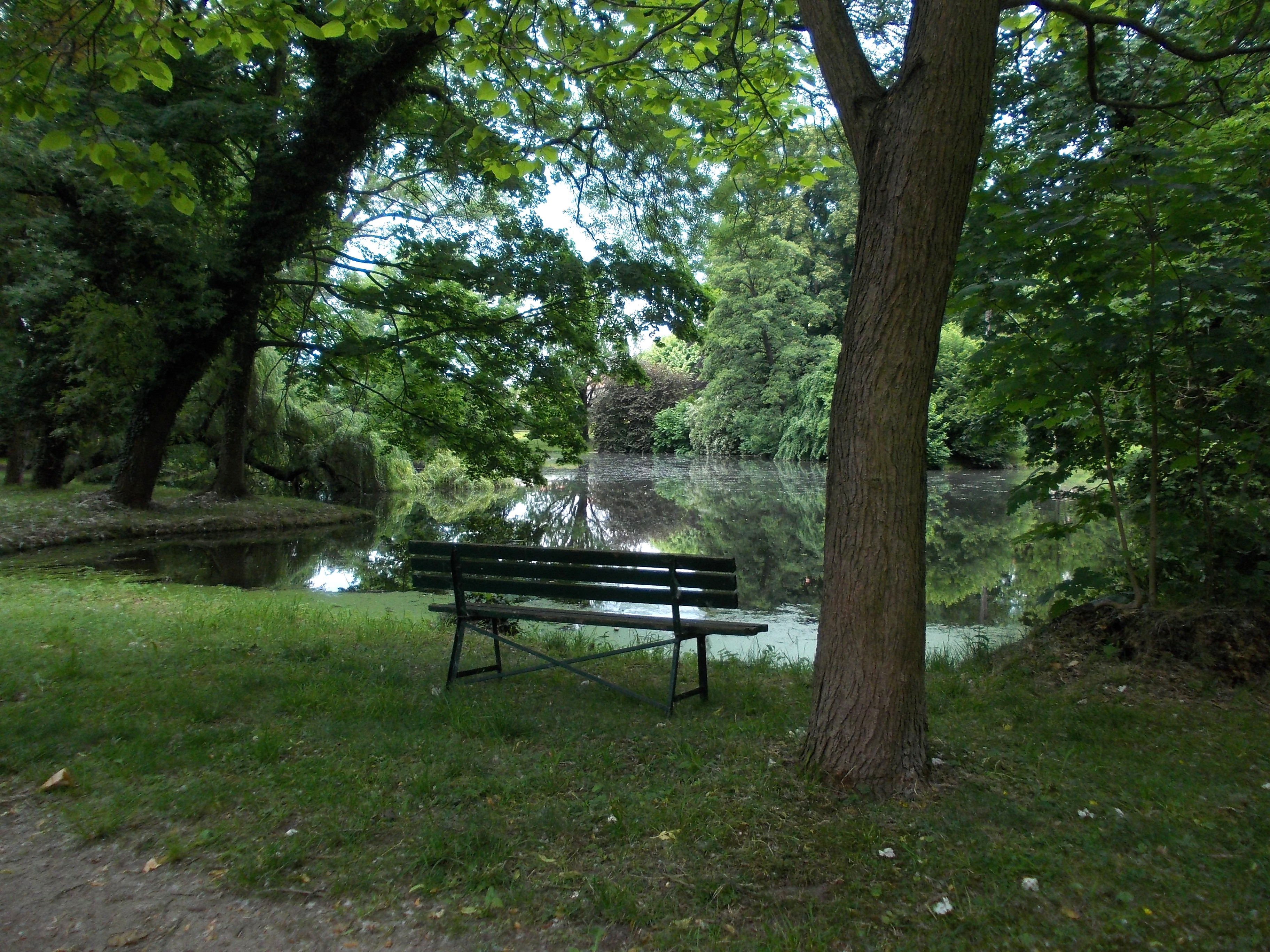
Teich im englischen Gartenteil

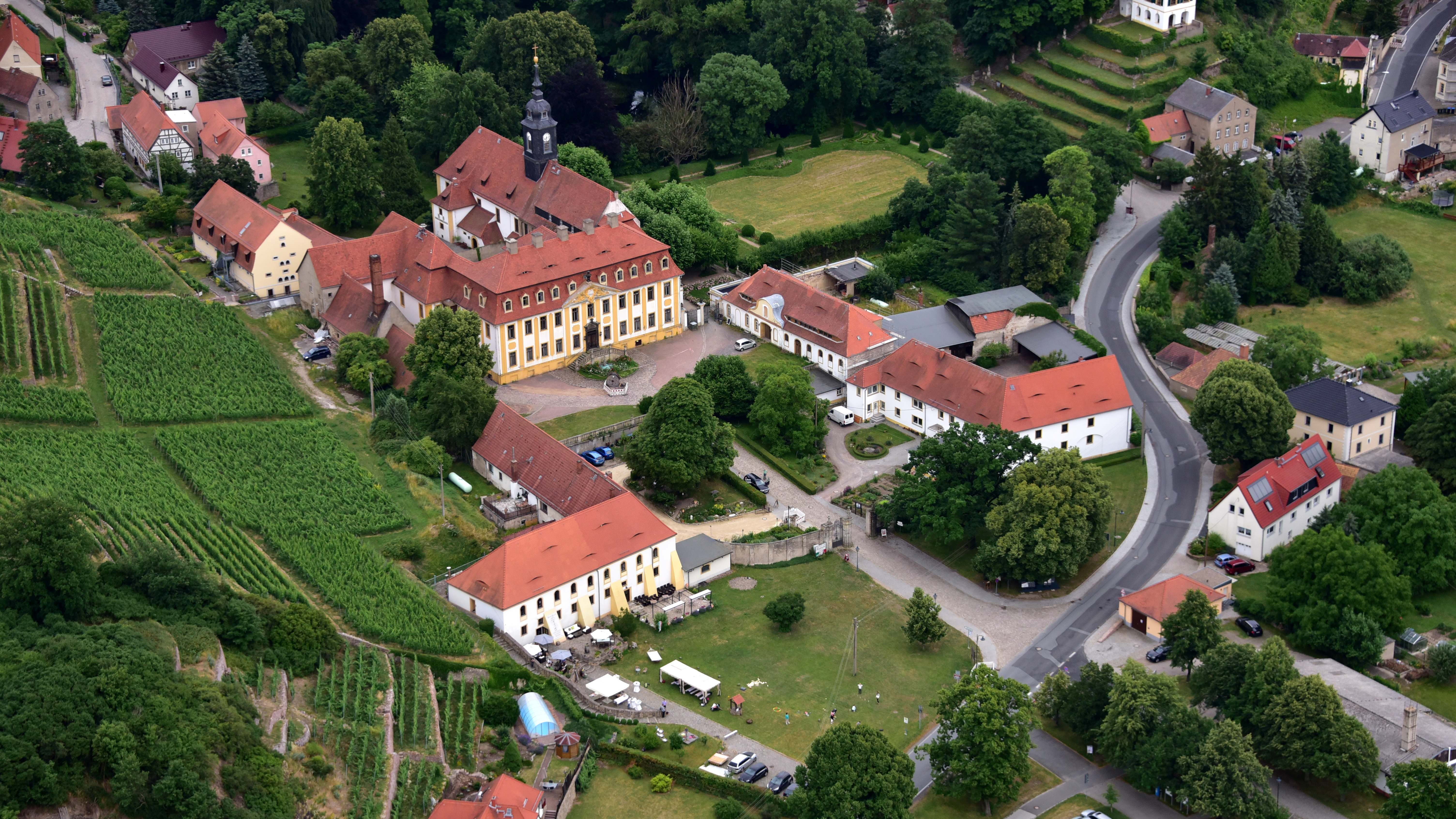
Barockschloss Seußlitz, Luftaufnahme (2017)

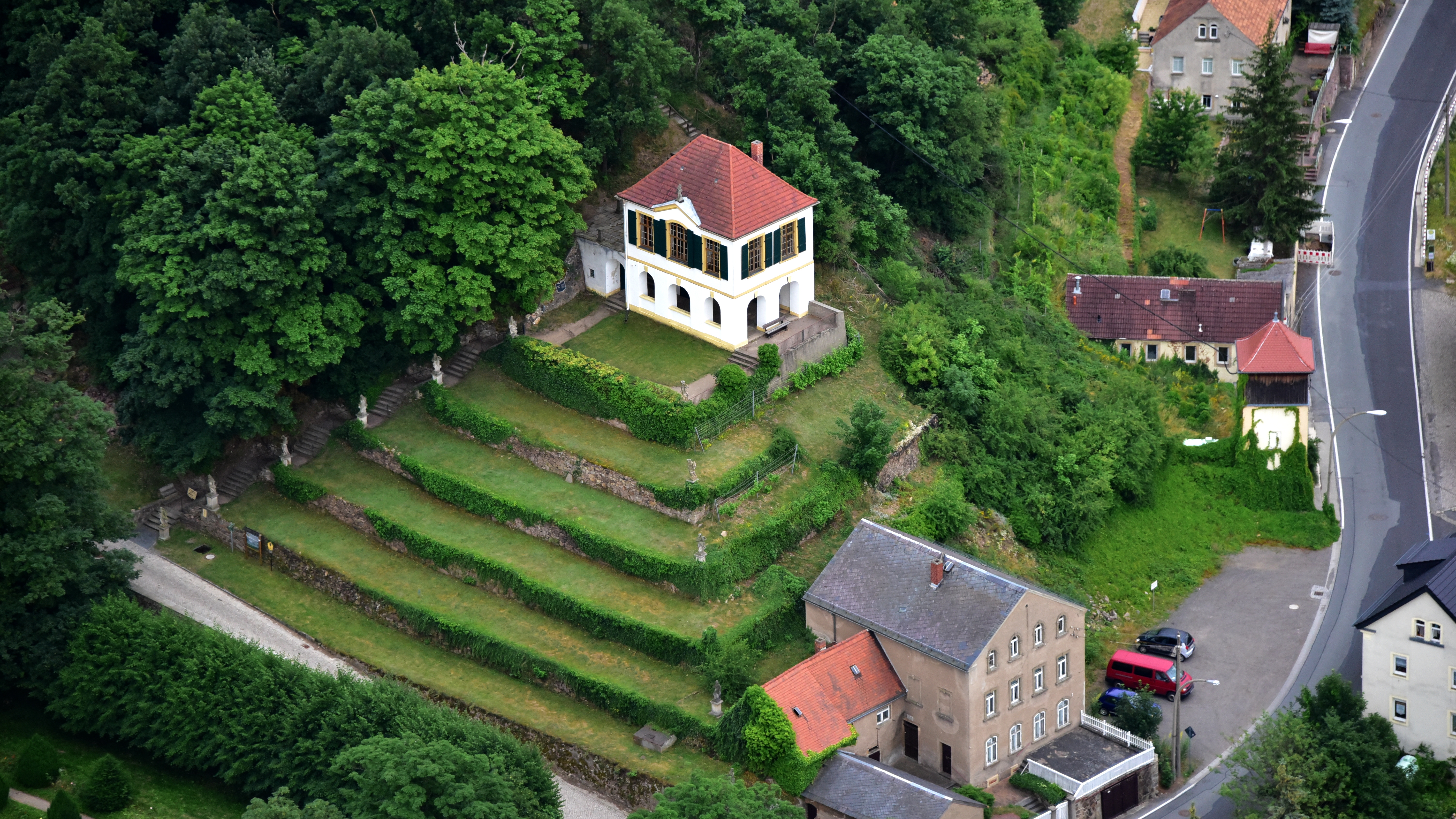
Barockschloss Seußlitz, Heinrichsburg, Luftaufnahme (2017)

1799 wurde der Kaufmann Johann Christian Clauß Eigentümer des Schlosses. Von 1880 bis 1928 waren die Leipziger Kunstsammler Julius Harck und Fritz von Harck und von 1928 der Fabrikant Willi Böttger Besitzer des Schlosses.
Ab 1945 stand das Schloss in kommunalem Besitz und wurde als Feierabendheim genutzt, 2000 zogen die Senioren aus.
Eigentümer war ab dem Jahr 2001 Stephan Braunfels. Im Jahr 2023 wurde das Schloss von einer GbR aus München übernommen. Der Schlossgarten ist frei zugänglich.